# 科恰胖脂鯉
科恰胖脂鯉，為輻鰭魚綱脂鯉目脂鯉亞目脂鯉科的其中一個種。分布於南美洲哥倫比亞Laguna de la Cocha流域，體長可達6.1公分，棲息在底中層水域，以甲殼類為食，生活習性不明。